# Dompierre-sur-Mer
Dompierre-sur-Mer is een gemeente in het Franse departement Charente-Maritime (regio Nouvelle-Aquitaine). De plaats maakt deel uit van het arrondissement La Rochelle. Dompierre-sur-Mer telde op 1 januari 2022 6.084 inwoners.

## Geografie
De oppervlakte van Dompierre-sur-Mer bedroeg op 1 januari 2022 18,35 vierkante kilometer; de bevolkingsdichtheid was toen 331,6 inwoners per km².
De onderstaande kaart toont de ligging van Dompierre-sur-Mer met de belangrijkste infrastructuur en aangrenzende gemeenten.

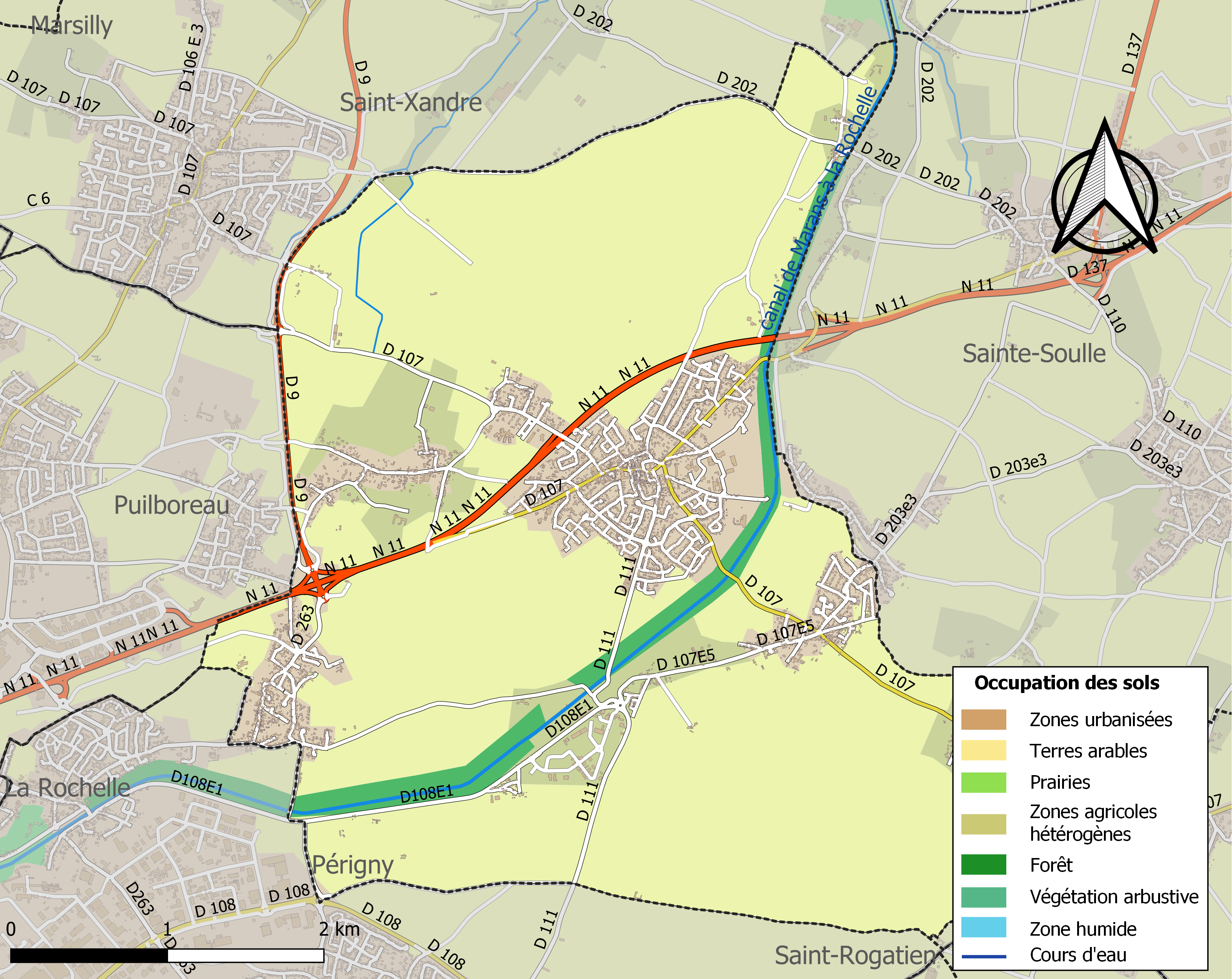

## Demografie
Onderstaande figuur toont het verloop van het inwonertal (bron: INSEE-tellingen).